# Scraptia distinctithorax
Scraptia distinctithorax es una especie de coleóptero de la familia Scraptiidae.

## Distribución geográfica
Habita en el este de África.